# Izaak błogosławiący Jakuba
Izaak błogosławiący Jakuba (niderl. Isaac zegent Jakob) – obraz olejny holenderskiego malarza epoki baroku Goverta Flincka, ucznia m.in. Rembrandta.

## Geneza tematu
Temat obrazu został zaczerpnięty ze Starego Testamentu, z Księgi Rodzaju. Motyw związany jest z opowieścią o podstępie jaki przygotowała względem starego i niewidomego już Izaaka jego żona Rebeka. Według Biblii Izaak nakazał swojemu starszemu synowi Ezawowi upolować dzikie zwierzę, aby mógł otrzymać jego błogosławieństwo. Rozmowę podsłuchała żona Izaaka i nakazała młodszemu synowi Jakubowi przyprowadzenie dwóch dorodnych koźląt, z których przyrządziła potrawę. Jakuba zaś przebrała w szaty starszego brata, a jego ręce owinęła skórą z koźląt, tak aby ojciec pomyślał, że stoi przed nim Ezaw, który miał bardzo mocne owłosienie. Po tych przygotowaniach nakazała synowi, aby zaniósł ojcu potrawę. Gdy wszedł do jego komnaty, Izaak zapytał kto do niego przyszedł. Jakub odpowiedział:

„Jestem Ezaw, twój syn pierworodny. Uczyniłem tak jak mi poleciłeś. Podnieś się i zjedz potrawę z upolowanej przeze mnie zwierzyny i pobłogosław mi.” (...) Wtedy Izaak rzekł do Jakuba: „Zbliż się, abym dotknąwszy Ciebie mógł się upewnić, czy to mój syn Ezaw, czy nie.” Jakub przybliżył się do swego ojca Izaaka, a ten dotknąwszy go rzekł: „Głos jest głosem Jakuba, ale ręce – rękami Ezawa!” Nie rozpoznał jednak Jakuba, gdyż jego ręce były owłosione jak ręce Ezawa (Rdz 27, 18-23)

## Opis obrazu
Flinck uchwycił moment gdy stary Izaak leżący na łożu chwyta rękę Jakuba, by upewnić się, którego syna ma przed sobą. Prawą ręką wykonuje gest błogosławieństwa ustanawiając go w ten sposób swoim następcą. Napięcie towarzyszące scenie widoczne jest na twarzach chłopca i Rebeki. Oboje uważnie przyglądają się próbie i reakcji Izaaka. Za chłopcem znajduje się udziec przygotowany dla ojca, a po lewej stronie u dołu, wyszukany turban. Na wielu obrazach podejmujących ten temat postacie ze Starego Testamentu były przedstawiane w bogatych szatach i w turbanach na głowie. Przykładem tego może być obraz namalowany przez nauczyciela Flincka, Rembrandta pt. Błogosławieństwo Jakuba. Wpływ mistrza jest widoczny w tym dziele Flincka.